# دونالد كيك
دونالد كيك (بالإنجليزية: Donald Keck)‏ (و. 1941 – م) هو فيزيائي، وعالم من الولايات المتحدة الأمريكية .

## التعليم
تعلم في جامعة ولاية ميشيغان

## جوائز
حصل على جوائز منها:
- قلادة العلوم الوطنية الأمريكية في مجال التكنولوجيا والإبتكار.